# Rejon ufimski
Rejon ufimski (ros. Уфимский район) - jeden z 54 rejonów w Baszkirii. Stolicą regionu jest Ufa.
100% populacji stanowi ludność wiejska, ponieważ w regionie nie ma żadnego miasta.